# Åsnes
Åsnes es un municipio en el condado de Hedmark, Noruega. Forma parte del distrito de Solør y su centro administrativo es la localidad de Flisa.

## Etimología
El nombre proviene de la antigua granja Åsnes (Ásnes en noruego antiguo), donde se construyó la primera iglesia. Áss significa «cordillera montañosa» y nes «cabo», que está situado en las proximidades del río Glomma.

## Historia
Åsnes fue parte de la parroquia de Hof hasta 1849, cuando esta se dividió en dos municipios: Hof y Åsnes og Våler. El primero tenía 2913 habitantes, mientras que el segunda tenía 7007. En 1854 Åsnes of Våler se volvió a dividir en dos municipios: Våler y Åsnes. En aquel entonces la población era de 3410 habitantes. En 1963, Hof se reincorporó a Åsnes. Desde entonces, la población se ha mantenido estable.

## Geografía
El municipio se encuentra al sur del condado de Hedmark con lindes al norte con Våler, al sur con Grue, al oeste con Nord-Odal y Stange y al este con la localidad sueca de Torsby.
El área es zona de paso de Finnskogen, un cinturón boscoso de 32 km que discurre a lo largo de la frontera entre Noruega y Suecia y que abarca seis municipios.